# Ero catharinae
Ero catharinae là một loài nhện trong họ Mimetidae.
Loài này thuộc chi Ero. Ero catharinae được Eugen von Keyserling miêu tả năm 1886.